# Варнахар I
Варнахар (Варній) I (д/н — 599/600) — мажордом франкського королівства Бургундія в 596—599/600 роках.

## Життєпис
Походив зі знатного франкського роду. Кристіан Сеттіпані висловив теорію, що предок Варнахара був одним з підписантів «Бургундської правди». З огляду на це висловлюється думка, що за материнською лінією належав до бургундів. Ймовірно у 570 році разом з Фірміном був відправлений Сігібертом I, королем Австразії, до візантійського імператора Юстина II. Посли прибули до Константинополя морським шляхом, уклали мир з імператором і 571 року повернулися до Австразії.
Близько 596 року був призначений мажордомом Бургундії. Перебував на цій посаді до самої смерті, що настала 599 або 600 року. Перед тим більшість майна заповів на благодійні справи, переважно церквам і монастирям. Новим мажордомом Бургундії було призначено Бертоальда.